# 1978 au Manitoba
Chronologie du Manitoba
- 1974
- 1975
- 1976
- 1977
- 1978
- 1979
- 1980
- 1981
- 1982

Cette page concerne des événements d'actualité qui se sont produits durant l'année 1978 dans la province canadienne du Manitoba.

## Politique
- Premier ministre : Sterling Lyon
- Chef de l'Opposition :
- Lieutenant-gouverneur : Francis L. Jobin
- Législature :

## Naissances

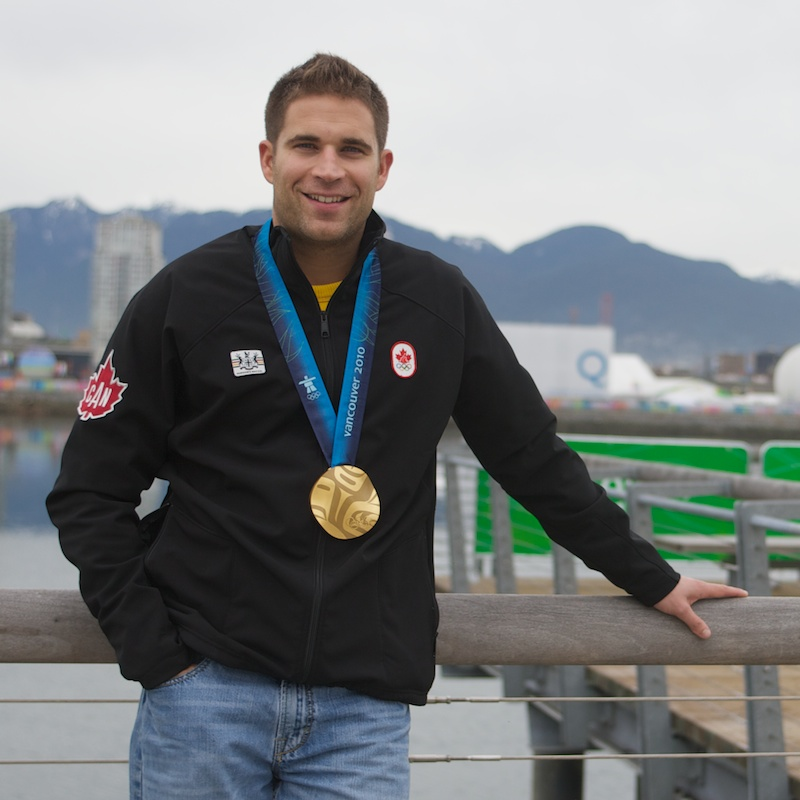
John_Morris

- 13 avril : Arron Asham (né à Portage la Prairie) est un joueur de hockey sur glace professionnel de la Ligue nationale de hockey.

- 21 mai : David Calder, né à Brandon, est un rameur canadien.

- 25 juillet : Ryan Fry est un curleur canadien né à Winnipeg. Il remporte la médaille d'or du tournoi masculin aux Jeux olympiques d'hiver de 2014 à Sotchi, en Russie.

- 19 septembre : Stefan Cherneski (né à Winnipeg) est un ancien joueur professionnel de hockey sur glace canadien.

- 16 décembre : John Morris, né à Winnipeg, est un curleur canadien.

## Décès
- 25 septembre : Claire Adams est une actrice canadienne, née le 24 septembre 1898 à Winnipeg et morte à Melbourne (Australie).